# 중앙로 (보성군)
중앙로(Jungang-ro)는 전라남도 보성군 보성읍 우산삼거리에서 보성군 보성읍 군청앞사거리를 잇는 도로이다.

## 주요 경유지
전라남도
- 보성군 (보성읍)

## 노선
| 이름         | 접속 노선                 | 소재지 | 소재지 | 비고 |
| ------------ | ------------------------- | ------ | ------ | ---- |
| 우산삼거리   | 지방도 제895호선 (흥성로) | 보성군 | 보성읍 |      |
| 동윤삼거리   | 봉화로                    | 보성군 | 보성읍 |      |
| 군청앞사거리 | 송재로                    | 보성군 | 보성읍 |      |

## 주요시설및 건물
- 보성여자고등학교 (중앙로 20/우산리 295-3)
- 농협 보성농협주유소 (중앙로 55/보성리 93-33)
- 세븐일레븐 보성읍내점 (중앙로 59/보성리 94-14)
- 베스킨라빈스 전남보성점 (중앙로 77/보성리 867-1)
- 국민건강보험공단 보성출장소 (중앙로 87/보성리 857-5)
- 보성경찰서 (중앙로 88/보성리 738-2)